# RealVideo
RealVideo är ett filformat som används för strömmande video (eng. streaming video) över Internet. Det utvecklades av Realnetworks och lanserades 1997.